# Нурма (Медведевський район)
Нурма́ (рос. Нурма, марій. Пӱясер) — село у складі Медведевського району Марій Ел, Росія. Входить до складу Нурминського сільського поселення.

## Населення
Населення — 825 осіб (2010; 761 у 2002).
Національний склад (станом на 2002 рік):
- лучні марійці — 86 %